# Гаманчиця Функа
Гаманчиця Функа (Marsupella funckii) — вид печіночників порядку юнгерманіальних (Jungermanniales).

## Поширення
Батьківщиною є Європа, Макаронезія, Північна Америка, Азія.
Зростає на твердих безвапняних ґрунтах, на вапняних тільки на декальцинованих.

## Характеристика
Стебла рясно розгалужені і утворюють кілька столон. Вони утворюють густі чорно-зелені килимки висотою від 0,5 до 1 сантиметра. Максимальна ширина рослин становить один міліметр. Листки човникоподібні, стирчать рідко; у розкладеному вигляді вони округлі та квадратні. Розділені на від третини до половини довжини, створюючи дві трикутні, загострені до тупих часток. У середині листка клітини мають розміри 12—14 × 15—20 мікрометрів і трикутно потовщені в кутах. Кожна клітина містить два масляних тіла. 